# گوری کانتی
گوری کانتی (به لاتین: Gurye County) یک منطقهٔ مسکونی در کره جنوبی است که در استان جئولانام-دو واقع شده‌است. گوری کانتی ۴۴۳٫۰۲ کیلومتر مربع مساحت و ۲۷٬۱۱۵ نفر جمعیت دارد.